# Cerastium sventenii
Cerastium sventenii är en nejlikväxtart som beskrevs av Jalas. Cerastium sventenii ingår i släktet arvar, och familjen nejlikväxter. Inga underarter finns listade i Catalogue of Life.